# Гела Гураліа
Гéла Арвелодіевіч Гурáліа (груз. გელა არველოდის-ძე გურალია, народився 22 грудня 1980, Поті, Грузинська РСР) — співак з Грузії, тенор-альтино. Фіналіст шоу «Голос-2» на Першому каналі.

## Біографія
Народився 22 грудня 1980 в грузинському портовому місті Поті. З 1 по 9 класи вчився в Потійської першої гімназії, далі навчався у ліцеї за хіміко-біологічному профілем. У 10-11 класах був делегатом дитячого парламенту Грузії. Співає з п'яти років. З ранніх років співав у церковному хорі і грузинських ансамблях рідного міста Поті. Закінчив школу мистецтв по класу акторської майстерності. Грає на фортепіано.
Вища освіта починав отримувати в Тбіліському Державному Університеті, на хімічному факультеті, але не довчився і пішов після третього курсу.
Довгий час був солістом в народному ансамблі «Фазис». Паралельно працював у ВІА «Біла чайка». Кар'єру в Росії починав як ресторанний співак. 23 жовтня 2013 в Державному Кремлівському палаці виступав на ювілейному гала-концерті оркестру «Фонограф-Симфо-Джаз», керівником якого є заслужений артист Росії, піаніст, диригент і композитор Сергій Жилін.

## Нагороди
- 2005 — приз глядацьких симпатій. Міжнародний конкурс «Пісні світу» в м. Комраті, Молдова[4].
- 2006 — приз глядацьких симпатій. Всеросійський конкурс «Золотий голос»[5].

## Думки
- Любов Казарновська: " У Гели ніжний, красивий і «співаючі» тембр голосу. Напевно, він міг би стати нашим Демісом Руссосом, тому що у нього у вокалі є, як кажуть італійці, «капріно» — козлетончік, баранчик — ніжна, нераздражающие вібрація. Те, чим славився Руссос. Якщо він попрацює над вокальною технікою і майстерністю, пошукає точні репертуарні речі, то зможе растоплять жіночі серця. Йому будуть аплодувати і чепчики в повітря кидати . Сьогодні в Росії нічого подібного немає ".
- Діна Гаріпова: " Гела — представник оригінального жанру. Він дуже своєрідний виконавець з індивідуальним способом подачі звуку, який складно повторити. При цьому він щирий і технічний вокаліст. Ще з першого виступу я подумала: який професіонал! ".